# Reggimento Kastuś Kalinoŭski
Il Reggimento Kastuś Kalinoŭski (in ucraino Полк імені Кастуся Калиновського?, Polk imeni Kastusja Kalynovs'koho; in bielorusso Полк імя Кастуся Каліноўскага?, Polk imja Kastusja Kalinoŭskaha; in precedenza Battaglione Kastuś Kalinoŭski) è un'unità militare interamente composta da volontari bielorussi facente parte delle Forze armate ucraine, formatasi in seguito all'invasione russa dell'Ucraina del 2022.
A differenza di altre unità di volontari il Reggimento Kalinoŭski non è incorporato nella Legione internazionale di difesa territoriale dell'Ucraina al fine di mantenere la propria autonomia operativa, ma è stato subordinato alla direzione principale dell'intelligente ucraina. L'unità prende il nome da Konstanty Kalinowski, che nel 1863 guidò l'insurrezione di gennaio contro l'Impero russo in Bielorussia.

## Storia
Il primo gruppo di volontari bielorussi in Ucraina fu il distaccamento "Pahonia", formatosi nel 2014 durante la guerra del Donbass. L'anno successivo venne creato il Gruppo Tattico "Bielorussia", unendo i militari bielorussi che combattevano in diverse unità dell'Esercito Volontario Ucraino. Nel 2016 a Kiev è stato eretto un monumento "Ai bielorussi morti per l'Ucraina", dedicato ai volontari caduti in combattimento.
Il 9 marzo 2022, in seguito allo scoppio della guerra fra Russia e Ucraina, è stata annunciata la creazione del Battaglione Kastuś Kalinoŭski sulla base del Gruppo Tattico "Bielorussia". È stato riportato come già il 5 marzo oltre 200 bielorussi fossero entrati nei ranghi del battaglione. Inoltre già il 3 marzo un volontario, Illja "Litvin" è stato ferito durante la battaglia di Buča, morendo il giorno successivo. Il motto dell'unità è "Prima l'Ucraina, poi la Bielorussia", in quanto i volontari sperano una volta liberata l'Ucraina di poter tornare in patria e liberare anche la Bielorussia dal regime di Lukašėnka.
Il 13 marzo il vice comandante del battaglione, Aljaksej "Tur" Skoblja, è stato ucciso durante l'offensiva di Kiev quando la sua unità è caduta vittima di un'imboscata. Il 12 aprile è stato insignito postumo del titolo di Eroe dell'Ucraina da parte del presidente Zelens'kyj.
Il 25 marzo è stato riportato che il battaglione aveva prestato giuramento ed era stato ufficialmente integrato nelle Forze armate dell'Ucraina. Nei giorni successivi l'unità ha combattuto al fianco delle forze ucraine durante la riconquista di Irpin'. Nel corso dei combattimenti è caduto il volontario Zmicer "Teror" Apanasovič.

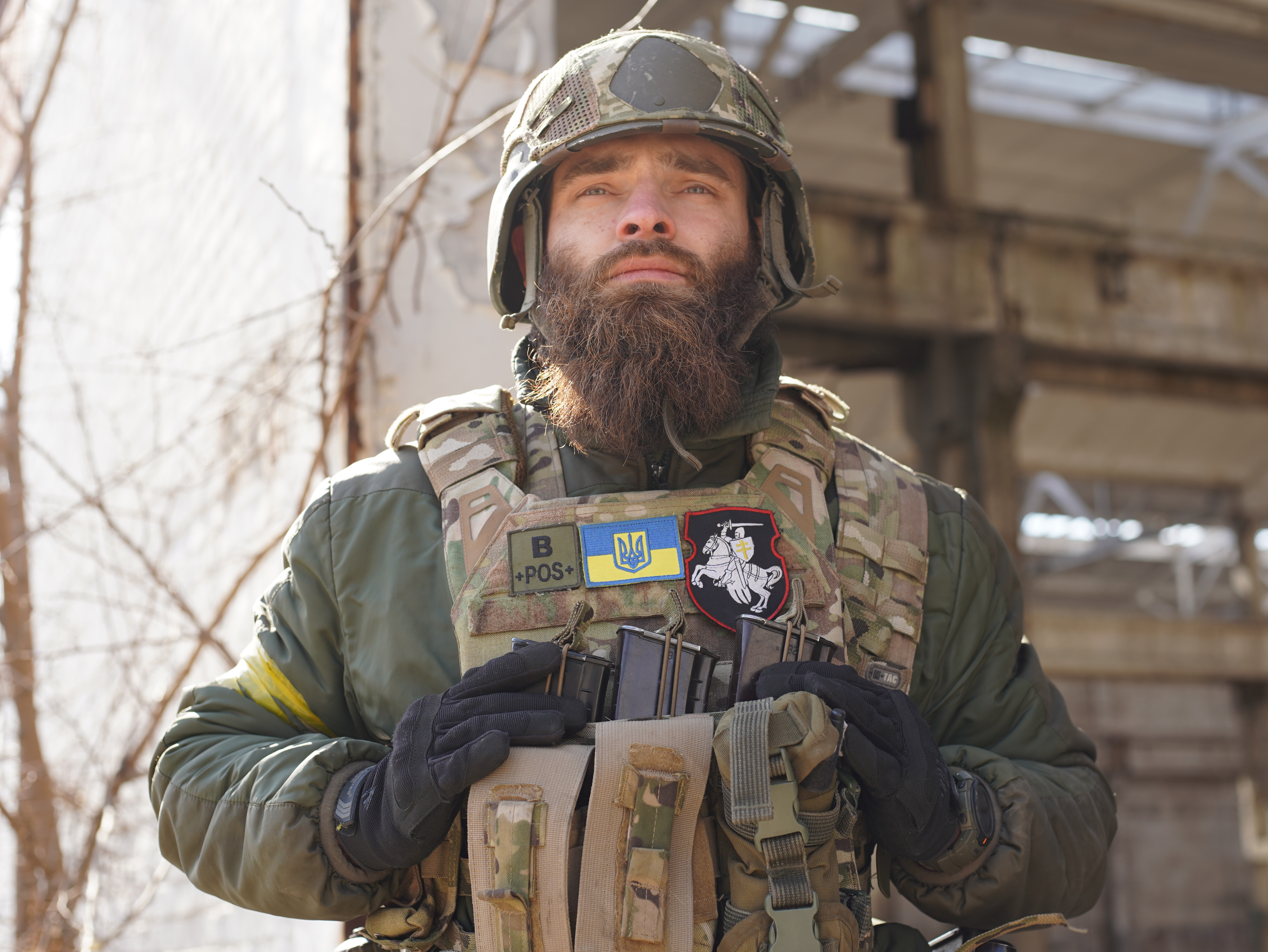
Ivan "Brest" Marčuk

All'inizio di aprile oltre mille volontari, molti dei quali erano dissidenti arrestati durante le proteste in Bielorussia del 2020 e 2021, si erano uniti al battaglione, e il loro elevato numero ne ha rallentato il dispiegamento sul campo a causa della scarsità di equipaggiamento.
Il 16 maggio un comandante di compagnia, Pavel "Volat", è stato ucciso in combattimento. Quando il 21 maggio il battaglione è stato trasformato in un reggimento composto da due battaglioni, questi sono stati denominati "Litvin" e "Volat" in onore dei volontari caduti. A luglio è stato costituito un terzo battaglione, intitolato "Teror" per la stessa ragione.
Il 26 giugno, durante la battaglia di Sjevjerodonec'k, sei soldati del battaglione "Volat", tra cui il comandante Ivan "Brest" Marčuk, sono stati uccisi nei pressi di Lysyčans'k. Ad agosto 2022 erano oltre 1500 i bielorussi offertisi volontari per difendere l'Ucraina, anche se non tutti si sono uniti ai ranghi del Reggimento Kastuś Kalinoŭski. In autunno il reggimento ha preso parte alla controffensiva ucraina nella regione di Cherson, venendo successivamente schierato a difesa della città di Bachmut, principale punto di pressione dell'azione russa nell'intera Ucraina.
A dicembre 2022 parte del reggimento è stata trasferita nella regione di Luhans'k, a supporto dell'avanzata ucraina verso Svatove, mentre il Battaglione "Teror" è rimasto presso Bachmut. Il 27 dicembre il Battaglione "Teror" ha annunciato di essersi separato dal reggimento e di essersi unito ai ranghi del Corpo Volontario Bielorusso. All'inizio del 2023, in particolare nella fase finale della difesa della città a partire da febbraio, l'intera unità è stata rischierata nel centro urbano, permettendo la graduale ritirata di altre formazioni ucraine ivi impegnate da molto tempo. Durante la dura battaglia di Bachmut il reggimento ha subito diverse perdite, fra cui sei caduti. A giugno elementi del reggimento hanno costituito la 1ª Compagnia d'assalto aereo "Bielorussia" in seno alla 79ª Brigata d'assalto aereo. A partire dall'autunno del 2023 il reggimento è stato principalmente impiegato sul fronte di Kup"jans'k.

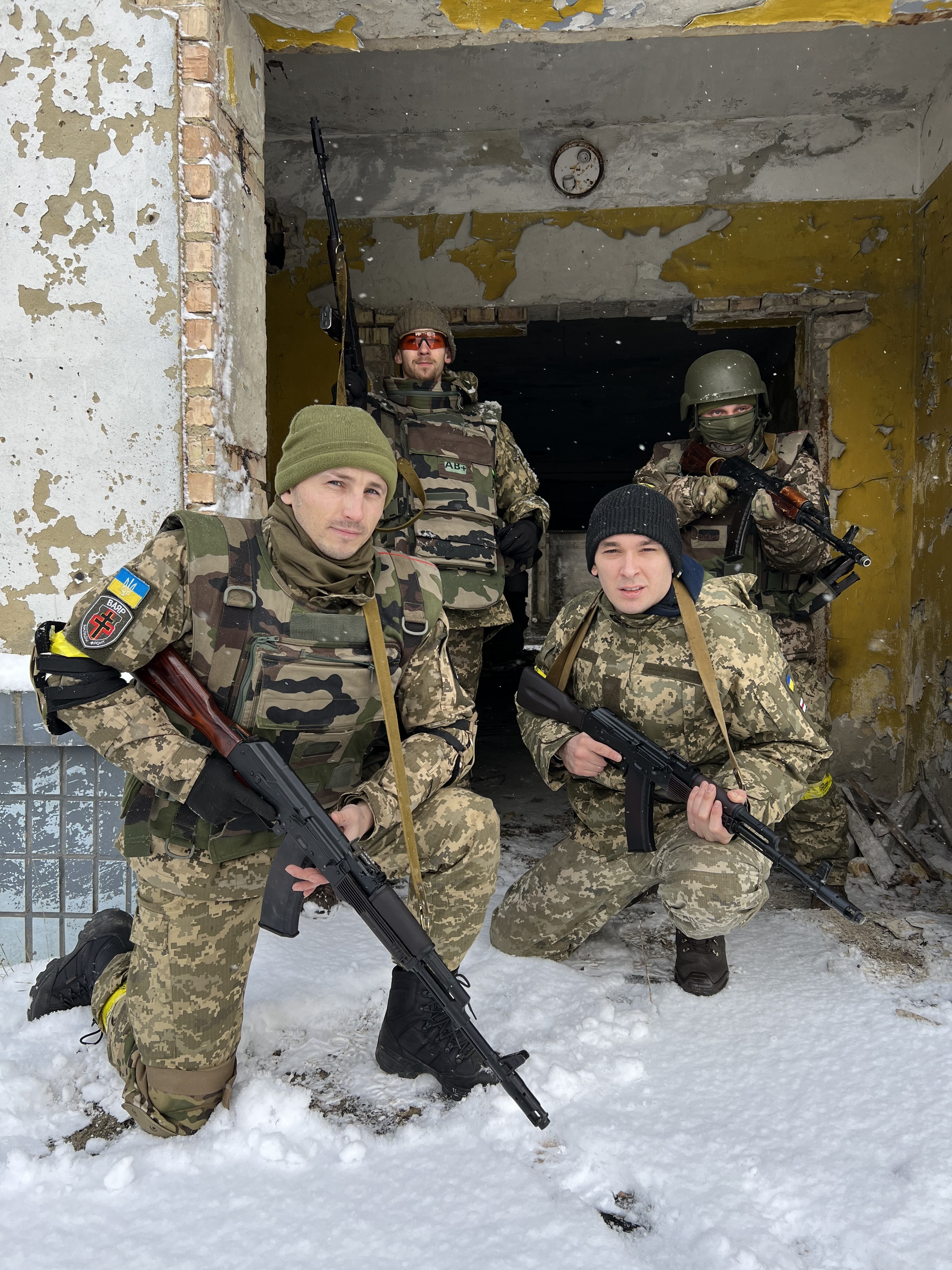
Soldati del Battaglione Kalinoŭski, marzo 2022

## Struttura
- Comando di reggimento[30]
  -  1º Battaglione fanteria "Litvin"
  -  2º Battaglione fanteria "Volat"
  -  3º Battaglione fanteria "Teror" (distaccato a dicembre 2022)[31]
  -  4º Battaglione fanteria "Kaściuška"
  -  Gruppo tattico "Kryŭcova"
  - Compagnia droni "Nikita Chruščëv"[32]
  - Compagnia genio
  - Compagnia supporto
  - Compagnia ricognizione e sabotaggio
  - Compagnia addestramento
  - Plotone medico
  - Plotone logistico

## Comandanti
- Dzjanis "Kit" Procharaŭ (marzo 2022 - aprile 2024)[33]
- Pavel "Zio" Šurmej (aprile 2024 - in carica)[34]

## Reazione internazionale
La creazione del battaglione è stata avallata dalla leader dell'opposizione bielorussa Svjatlana Cichanoŭskaja, che ha affermato come "sempre più persone dalla Bielorussia si uniscono per aiutare gli ucraini a difendere il loro paese". Il presidente bielorusso Aljaksandr Lukašėnka ha dichiarato che i volontari del battaglione sono "cittadini impazziti".
Il 23 novembre 2022 il Parlamento europeo ha approvato una risoluzione riguardante la repressione del regime in Bielorussia, all'interno della quale esprime anche il suo sostegno ai volontari dei reggimenti Kalinoŭski e Pahonia che combattono in sostegno dell'Ucraina.